# Семечкин, Леонид Павлович
Леонид Павлович Семечкин (8 (20) августа 1830 (1838?) — 1889, Париж) — русский морской офицер и теоретик кораблестроения, разработал первый теоретический и практический план крейсерской войны на вражеских морских путях. Капитан 1-го ранга.

## Биография
Дворянин. Родился в семье живописца Павла Петровича Семечкина. На учёбу поступил в Санкт-Петербургский университет

## Служба
В сентябре 1857 года, не доучившись в университете, поступил на службу в 4-й флотский экипаж. Был в нескольких средиземноморских походах на винтовом линейном корабле «Ретвизан».
В январе 1860 года произведён в мичманы, и в мае вышел на фрегате «Генерал-Адмирал» в составе эскадры Средиземного моря флигель-адъютанта капитана 1-го ранга И. А. Шестакова в заграничное плавание. В ходе плавания Леонид Павлович назначен флаг-офицером командующего эскадрой, а через несколько месяцев стал адъютантом. Эскадра была в составе международной миссии обеспечивающей выделение Ливанского губернаторства из состава турецкой Сирии. В 1861 году русская Средиземноморская эскадра покинула Бейрутский рейд и ушла в Пирей. Только в 1863 году Л. П. Семечкин вернулся в Кронштадт. Но вместо заслуженного отпуска, в связи с польским восстанием, фрегат «Генерал-Адмирал» в составе отряда кораблей контр-адмирала И. А. Ендогурова отправился в крейсерство и в сторожевую службу у берегов Курляндии от Либавы до Полангена для пресечения доставки оружия. 8 июля 1863 года Л. П. Семечкин был произведён в чин лейтенанта, а через несколько дней назначен флаг-офицером контр-адмирала С. С. Лесовского и переведён на фрегат «Александр Невский», отправляющийся к берегам САСШ, где шла гражданская война, в составе Атлантической эскадры. В случае вмешательства иностранных держав в польский конфликт, эскадра должна была начать крейсерскую войну на морских путях в Атлантике. 18 июня 1863 года Л. П. Семечкин переведён на фрегат «Александр Невский». После урегулирования польского конфликта эскадра была отозвана в Россию, и Леонид Павлович вернулся в Кронштадт 20 июля 1864 года на фрегате «Ослябя».
В 1864—1866 годах плавание по портам Швеции и Дании офицером на пароходофрегатах «Владимир» и «Рюрик». Будучи в Дании на «Рюрике», Леонид Павлович получил датский крест Данеброга.
В августе 1867 года являлся делопроизводителем комиссии по пересмотру Морского устава.
В феврале и в марте 1868 года Л. П. Семечкин провёл цикл лекций «О морской тактике и эволюциях» в Кронштадтском морском собрании. В кампанию 1868 года Леонид Павлович назначен флаг-офицером контр-адмирала И. Ф. Лихачёва и помогал ему в сборе материалов и переводе работ с иностранных языков, совмещая службу флаг-офицера вице-адмирала Г. И. Бутакова. В этом же году опубликовал труд под названием «Лекции о морской тактике и эволюциях, прочитанные в Кронштадте в феврале и марте 1868 года».
В 1869 году Л. П. Семечкин отправлен в Швейцарию к генерал-адмиралу Константину Николаевичу с секретными бумагами.
20 апреля 1870 года получил назначение в адъютанты великого князя. В июне этого же года сопровождал Константина Николаевича в поездке по Волге, Каспию, Кавказу и Крыму. Далее он назначен участвовать в возрождении Черноморского флота России, так как канцлер А. М. Горчаков разослал послам стран-гарантов извещение о денонсации Российской империей части статей Парижского трактата, по которым запрещалось иметь флот на Чёрном море. Для этого весной 1871 года Л. П. Семечкин совершил инспекционную поездку по различным заводам, угольным копям и рудникам. В его комиссию также вошли: начальник Луганского горного округа надворный советник Н. Н. Летуновский; управляющий Горной и Соляной частями в Области Войска Донского коллежский советник Л. С. Желтоножкин; горный инженер Н. Ф. Мещерин, строитель Курско-Харьковской железной дороги горный инженер П. Н. Горлов. Итогами этой поездки стали: обширные сведения о положении дел на производствах; характеристика  профессиональных качеств руководителей предприятий; служебный рапорт в Военное министерство Российской империи; доклад Русскому техническому обществу. В ноябре 1871 года была сформирована специальная комиссия для анализа и изучения сведений, привезённых Л. П. Семечкиным. Леонид Павлович также вошёл в эту комиссию, параллельно участвуя в комиссии по устройству таможенной флотилии на Балтике и инспектируя спасательные средства Морского ведомства в Санкт-Петербурге; руководя IV отделом Императорского русского технического общества и готовя поездку Константина Николаевича по южным губерниям. По разработанному плану предполагалось строить флот в два приёма — сначала броненосцы береговой обороны, а затем мореходные броненосцы и плавучие батареи. Параллельно с этим модернизировать и возвести новые фортификации береговой обороны. Первым шагом — приступили к укреплению Днепровско-Бугского лимана и Керченского пролива, что позволило бы, в случае начала войны, спасти главную судостроительную базу — город Николаев. Вторым шагом стало начало постройки броненосцев береговой обороны проекта адмирала А. А. Попова.
1 января 1872 года произведён в чин капитан-лейтенанта. В этом же году назначается заведующим морского отдела Политехнической выставки. Пожалован австрийским орденом Франца-Иосифа рыцарского креста.
В 1873 году Л. П. Семечкин женился на Татьяне Борисовне Данзас (1844—1919), дочери обер-прокурора Сената, действительного тайного советника Б. К. Данзаса. С конца года являлся членом Общества для содействия русскому торговому мореходству. Совершил ряд поездок для осмотра торговых портов и выяснения положения русского коммерческого флота на Чёрном море.
В 1875 году Леонид Павлович опубликовал в Санкт-Петербурге в типографии Морского министерства труд под названием «О водных путях для распространения донецкого каменного угля».
В 1876 году Леонид Павлович проинспектировал Херсонский порт на предмет реконструкции. После чего назначен заведующим морской частью русского отдела Всемирной выставки в Филадельфии. Спустя девять месяцев Леонид Павлович вернулся на родину, в момент разгара очередного европейского кризиса — войны Турции против Сербии и Черногории. Участие Российской империи в этой войне было весьма вероятным, и поэтому Л. П. Семечкин был вновь послан в США для составления нового плана крейсерской войны на английских транспортных путях через Атлантику. Также Леонид Павлович, объехав судостроительные центры восточного побережья Штатов, составил план по постройке военных кораблей на местных верфях и вооружению коммерческих судов. Проделав эту работу, Л. П. Семечкин вернулся в Россию, и в 1877 году был определён наблюдающим за постройкой серии из пяти миноносок «Русский тип» на Невском заводе.
В марте 1878 года С. С. Лесовский передал две записки Л. П. Семечкина с планами крейсерской войны против Англии и денежные расчёты к ней в Министерство финансов и императору Александру II. После чего Леонид Павлович удостоился аудиенции у императора и подробно раскрыл свой план — крейсера должны были предотвратить подвоз хлопка из США и Вест-Индии, а также шерсти из Австралии, для чего требовалось снарядить отряд кораблей из состава Балтийского флота (фрегат «Князь Пожарский», корвет «Аскольд» и клипер «Джигит») и приобрести несколько современных быстроходных пароходов, а команды для них доставить в США на зафрахтованных коммерческих пароходах под видом переселенцев. Император сразу же назначил его руководителем этой «крейсерской экспедиции». План был расписан очень подробно — с точками рандеву, зонами операций, портами заправки, организацией агентуры в портах. Также предусматривалась вариативность действий кораблей, а места встреч и пополнения запасов дублировались, была предусмотрена и смена районов крейсерства. Была чётко определена система опознавания «свой-чужой». План даже учитывал такие факторы, как наличные боевые силы и оживлённость того или иного торгового пути. Командовать эскадрой поставлен был контр-адмирал барон О. Р. Штакельберг. Балтийские корабли должны были вместе выйти из Кронштадта, после чего «Князь Пожарский» вставал в испанском порту Виго, а «Аскольд» и «Джигит» в норвежском порту Берген. С началом военных действий, определённый как «день Х» «Аскольд» и «Джигит» направлялись к северо-западу от английских берегов, а через двое суток начинали медленный переход к Азорским островам, данный маршрут был назван «крейсерский круг А». «Князь Пожарский», пройдя по «крейсерскому кругу Б» и «крейсерскому кругу В», также должен был подойти к Азорским островам. Спустя сутки от «дня Х» три крейсера из Америки также направлялись к Азорам по «крейсерскому кругу З» и «крейсерскому кругу В». После трёхдневного пополнения запасов в бухте Понта Кабьера, корабли приступали к операциям на «крейсерском круге Ж» (мыс Доброй Надежды — Ла-Манш); «крейсерском круге Л» (Англия — Нью-Орлеан); «крейсерском круге Г» (Гибралтар — США). На сто двадцатый день от «дня Х» корабли вновь собирались у Азорских островов, после чего «Князь Пожарский» переходил в южную часть Тихого океана, «Аскольд» и «Джигит» отправлялись в Индийский океан, а другие корабли оставались в Атлантике. Л. П. Семечкин через морского агента в Германии капитана 2-го ранга Н. А. Неваховича зафрахтовал пароход Cimbria («Цимбрия»), и 1 апреля он отправился из Балтийского порта (ныне Палдиски) к берегам США, имея на борту 66 офицеров и 606 нижних чинов. Но так как кто-то передал обстоятельства выхода «Цимбрии» английскому послу в России, а также имена офицеров, то маршрут следования парохода был значительно изменён. Получив аккредитив на 1,7 млн долларов, Леонид Павлович прибыл в Нью-Йорк 26 апреля, где британские агенты организовали слежку за ним. К тому времени «Цимбрия» уже находилась в гавани Сауз-Вест-Харбор (штат Мэн) с 16 апреля, а почти семьсот человек исключительно русских пассажиров этого парохода да ещё и с военной выправкой, сильно встревожили американскую общественность — ряд американских периодических изданий начал вести специальный раздел, в котором помещали гневную информацию и любые передвижения русских моряков. Несколько дней спустя американская вооружённая шхуна встала рядом с пароходом и с неё был произведён осмотр «Цимбрии». Л. П. Семечкину пришлось заплатить по 1000 долларов редакторам некоторых газет, после чего в статьях резко изменился тон по отношению к русским со враждебного на благожелательный. Также Семечкин заплатил члену Палаты представителей США генералу Б. Ф. Батлеру и генералу Кушингу по 75 000 долларов, и нескольким клеркам Госдепартамента по 2000 долларов для получения всех решений американских властей и любой информации, касающейся экспедиции. В это время англичане уже собирали свой флот в канадских портах и укрепляли береговую оборону. Леониду Павловичу не везло с покупкой пароходов, так как английские представители скупали любые подходящие пароходы, не жалея денег, вследствие чего цены значительно выросли. Несмотря на сложности, были приобретены три корабля: «Стэйт оф Калифорния» («Европа»), «Колумбус» («Азия») и «Саратога» («Африка»). Общая сумма за три парохода составила 860 000 долларов. Их переправили на верфи Крампа для переделки во вспомогательные крейсера. 3 июля Л. П. Семечкин получил телеграмму, в которой сообщалось, что был созван Берлинский конгресс и отношения между Лондоном и Петербургом нормализовались. Переоборудование вспомогательных крейсеров и постройка быстроходного клипера «Забияка» по американскому проекту, также на верфи Крампа, обошлось российской казне более чем в 2,8 млн долларов.
В 1880 году произведён в чин капитана 2-го ранга с назначением на должность командира достраивавшегося на Балтийском заводе клипера «Опричник». В связи с обострением отношений с Китаем, клипер должен был следовать на Дальний Восток России, но Леонид Павлович вместе с другим адъютантом великого князя Константина Николаевича — А. А. Киреевым задумал коммерческий проект, который пришлось бы оставить, уйди он в плаванье. Киреев писал Семечкину: «Если клипер твой будет готов, то нужно подумать о том, как сделать, чтобы ты не уходил, бросая здесь дело, которое без тебя, я думаю, не пойдёт». Л. П. Семечкин начал протестовать против отправки клипера на Дальний Восток. Накануне выхода клипера представил врачебное заключение о нервном переутомлении и уехал с корабля, хоть и с разрешения командира Кронштадтского порта П. В. Казакевича, но фактически дезертировал — тем самым поставив точку на своей военной карьере.
Памятуя о его прежних заслугах, 24 ноября 1880 года Леонид Павлович был уволен с флота с производством в чин капитана 1-го ранга и правом ношения мундира.
В 1883 году представил на рассмотрение в Морской технический комитет (МТК) проект бронепалубного корвета, который не был принят.
В 1885 году Л. П. Семечкин представил записку, в которой предложил русскому правительству принять ряд мер по стимулированию отечественного торгового мореплавания и организовать собственные пароходные общества, так как страна оставалась почти в полной зависимости от иностранных фрахтов, ежегодно выплачивая до 70 млн руб.
К осени 1888 года Леонид Павлович подготовил и представил в Министерство финансов проект организации пароходного общества, названного «Северная Звезда». Общество должно было оперировать 12 пароходами разной вместимости и действовать на линиях между портами России, Западной Европы, Азии и Америки. Утвердив свой проект и получив поддержку, Леонид Павлович привлёк ряд предпринимателей и чиновников, таких как: великий князь Александр Михайлович, К. А. Дитерихс, П. П. фон Дервиз, Н. И. Кабат, П. А. Корф. Летом 1889 года пароходное общество стало франко-русским, а к сентябрю был избран комитет общества. Для привлечения новых финансов и налаживания связей, Л. П. Семечкин выехал в Париж, где скоропостижно скончался спустя три месяца. После смерти, его проект реализован не был.